# Phường 1, Gò Công
Phường 1 là một phường thuộc thành phố Gò Công, tỉnh Tiền Giang, Việt Nam.

## Địa lý
Phường 1 có vị trí địa lý:
- Phía đông giáp Phường 2
- Phía tây giáp phường Long Chánh
- Phía nam giáp Phường 5
- Phía bắc giáp phường Long Chánh và phường Long Hưng.

Phường 1 có diện tích 1,81 km², dân số năm 2022 là 19.589 người, mật độ dân số đạt 10.822 người/km².

## Hành chính
Phường 1 được chia thành 9 khu phố: 1, 2, 3, 4, 5, 6, 7, 8, 9.

## Lịch sử
Ngày 16 tháng 2 năm 1987, Hội đồng Bộ trưởng ban hành Quyết định số 37-HĐBT về việc thành lập Phường 1 trên cơ sở một phần diện tích và nhân khẩu của thị trấn Gò Công cũ.
Trước khi sáp nhập, Phường 1 có diện tích 0,45 km², dân số là 9.361 người, mật độ dân số đạt 20.802 người/km². Phường 4 có diện tích 1,36 km², dân số là 10.228 người, mật độ dân số đạt 7.521 người/km².
Ngày 19 tháng 3 năm 2024, Ủy ban Thường vụ Quốc hội ban hành Nghị quyết số 1013/NQ-UBTVQH15 về việc sắp xếp, thành lập các phường thuộc thị xã Gò Công và thành lập thành phố Gò Công thuộc tỉnh Tiền Giang (nghị quyết có hiệu lực từ ngày 1 tháng 5 năm 2024). Theo đó:
- Sáp nhập toàn bộ diện tích tự nhiên và dân số của Phường 4 vào Phường 1.
- Thành lập thành phố Gò Công thuộc tỉnh Tiền Giang. Phường 1 thuộc thành phố Gò Công.

Sau khi sáp nhập, Phường 1 có diện tích tự nhiên 1,81 km² và dân số là 19.589 người.
Ngày 24 tháng 4 năm 2024, HĐND tỉnh Tiền Giang ban hành Nghị quyết số 06/NQ-HĐND về việc:
- Đổi tên khu phố 1 thành khu phố 6.
- Đổi tên khu phố 2 thành khu phố 7.
- Đổi tên khu phố 3 thành khu phố 8.
- Đổi tên khu phố 4 thành khu phố 9.

Phường 4 có 5 khu phố: 5, 6, 7, 8, 9.